# 多明尼加內戰

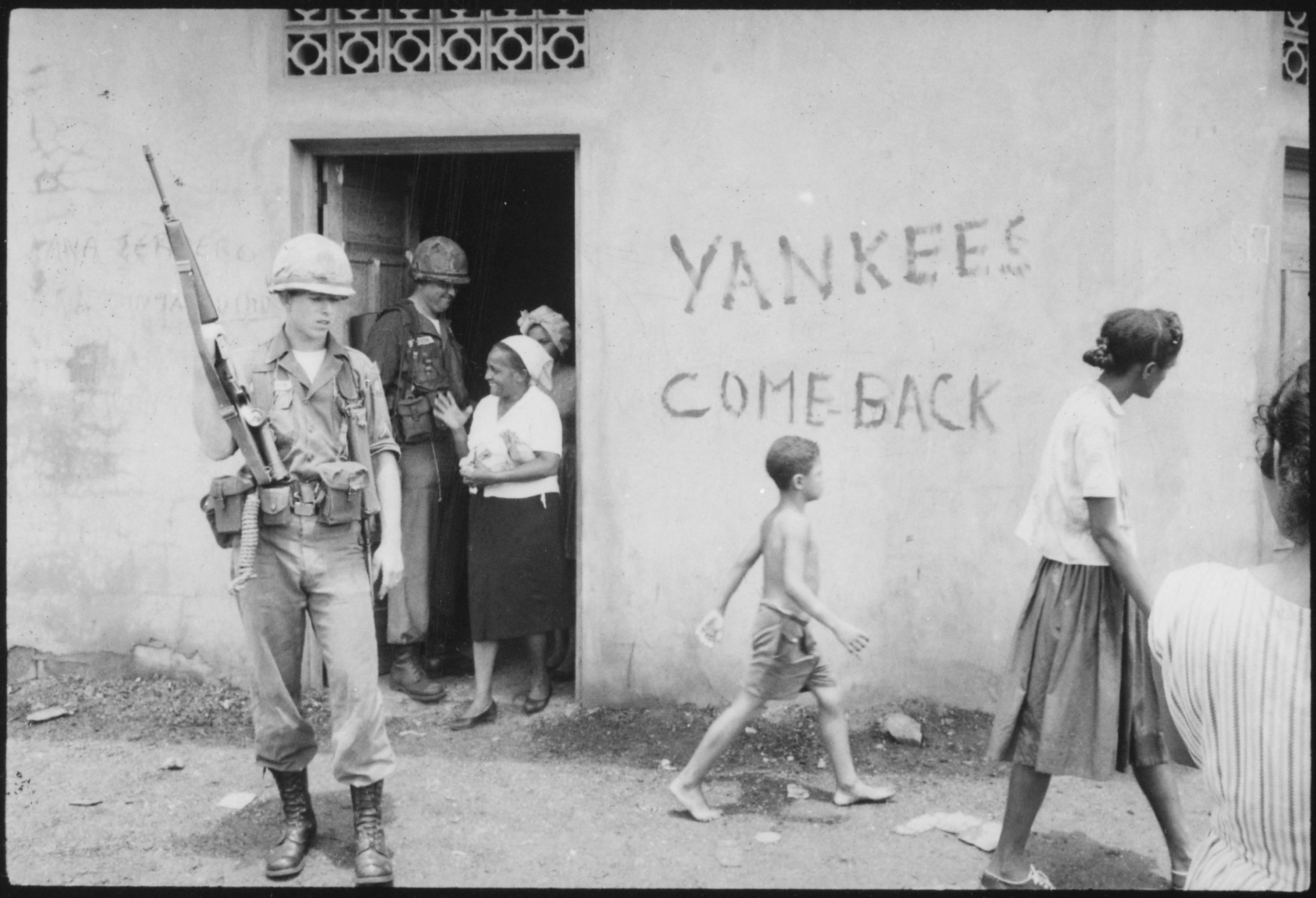
多明尼加内戰

多明尼加内戰（西班牙語：Guerra Civil Dominicana），又称四月革命（西班牙語： Revolución de Abril）是1965年4月24日至1965年9月3日期間在多米尼加共和国境內爆發的衝突，衝突各方主要在聖多明哥作戰。
多米尼加民选总统胡安·博什被軍方推翻，軍方扶持唐纳德·里德·卡布拉尔（Elías Wessin y Wessin）上台。結果唐纳德·里德·卡布拉尔又被胡安·博什的支持者推翻，支持唐纳德·里德·卡布拉尔的軍人埃利亚斯·韦辛又試圖再推翻胡安·博什的勢力，並進攻胡安·博什支持者控制的部隊。
由于胡安·博什一方被指控受到共产党的支持，美国決定干預此次內戰，並出兵佔領多米尼加。